# Raiz Editora
A Raiz Editora, anteriormente Lisboa Editora, é uma editora integrada, desde 2002, no grupo editorial português Porto Editora.
A Lisboa Editora dedicou-se, inicialmente, à edição de manuais escolares e livros de apoio a alunos e professores. O catálogo incluía, predominantemente, obras destinadas aos 2.º e 3.º ciclos do ensino básico e ao ensino secundário e, mais recentemente, manuais escolares destinados ao 1.º ciclo do Ensino Básico.
Nos últimos anos ampliou o catálogo de literatura infanto-juvenil e paraescolar, dando especial atenção ao ensino da Língua Portuguesa.
Em 2012 passou a designar-se Raiz Editora.